# Raoul Le Mouton de Boisdeffre
 (octobre 2017).
Pour les articles homonymes, voir Boisdeffre.
Raoul Le Mouton de Boisdeffre, ou plus communément Raoul de Boisdeffre, est un général français né le 6 février 1839 à Alençon et mort le 24 août 1919 à Paris. Il a été chef d'état-major général de l'armée de 1893 à 1898, notamment lors du déclenchement de l'affaire Dreyfus.

## Carrière militaire

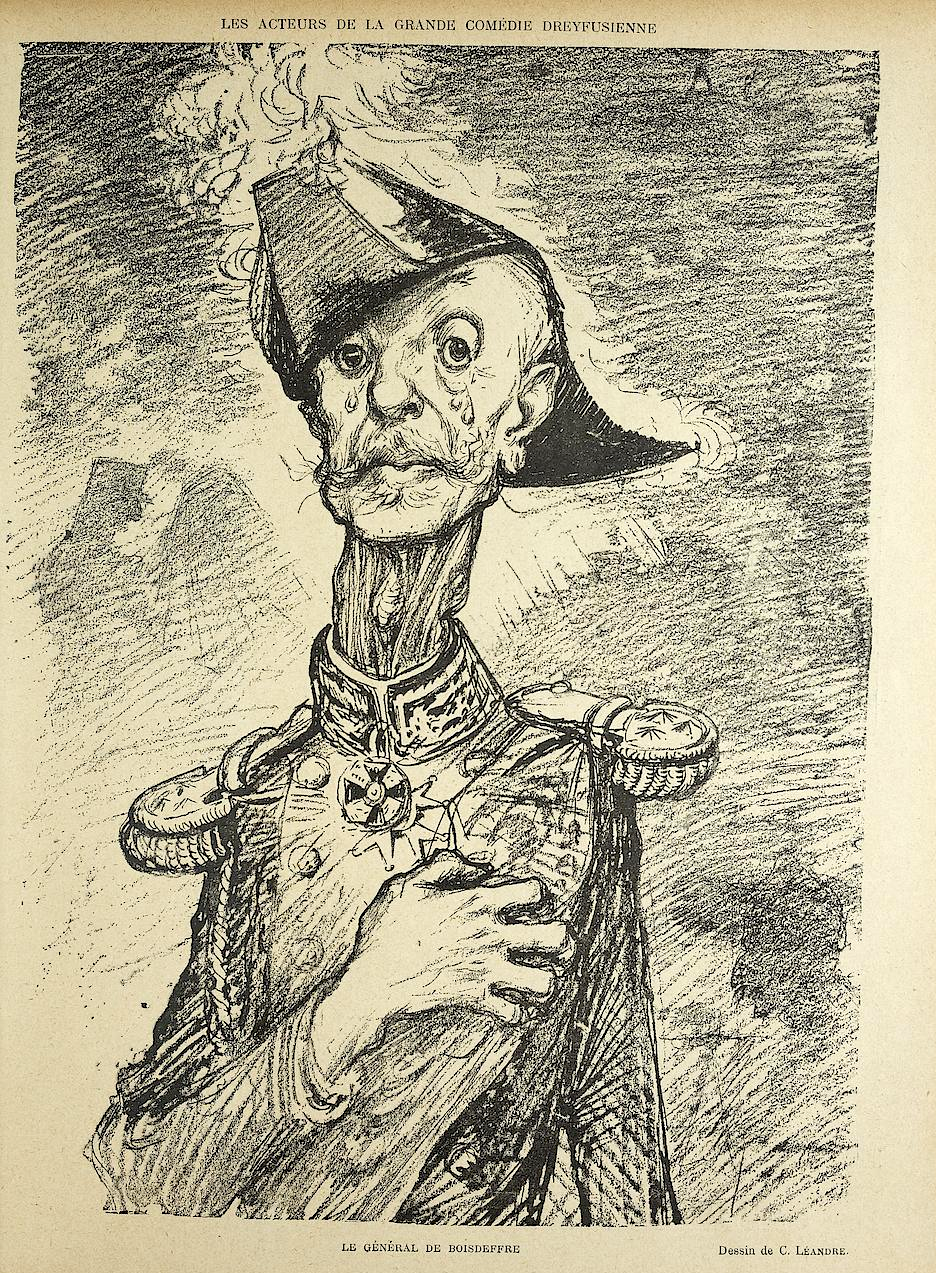
Le général de Boisdeffre, alors chef d'État-Major général, défendant l'honneur de l'armée, caricaturé par Charles Léandre lors de l'affaire Dreyfus, dans Le Rire, 17 septembre 1898.

Issu d'une famille anoblie en 1490 puis maintenue noble en 1665, fils cadet d'Adolphe Le Mouton de Boisdeffre et d'Élisa Bauny de Récy, petit-fils du général Louis René Le Mouton de Boisdeffre, Raoul de Boisdeffre se destine très jeune à la carrière militaire et rejoint l'École spéciale militaire de Saint-Cyr en 1858.
Nommé sous-lieutenant au 31e régiment d'infanterie de ligne en 1860, il suit les cours du corps d’état-major en 1863.
Promu capitaine au 48e régiment d'infanterie de ligne en 1866, il sert en Algérie sous les ordres du général Chanzy, de 1865 à 1867, puis de 1868 à 1870.
En 1870, après une courte et désastreuse campagne sous les ordres du général Vinoy, il se retrouve dans Paris assiégé. Constatant l'inutilité de la défense de la ville, il demande à rejoindre Chanzy et l’armée de la Loire et est envoyé, le 22 décembre 1870 en mission avec le ballon monté Le Lavoisier par le gouverneur de Paris, le général Trochu, auprès du gouvernement de la défense nationale.
En qualité de chef de bataillon, il suit le général Chanzy, gouverneur de l’Algérie de 1873 à 1879.
Il est maintenu auprès de Chanzy quand il est nommé lieutenant-colonel en 1878, puis le suit quand ce dernier devient ambassadeur de France en Russie.
Il y occupe le poste d’attaché militaire de 1879 à 1882 et fait la connaissance du sous-chef d'état-major général, le général Nicolas Obroutchev, avec lequel il se lie d'amitié.
Colonel en 1882, général de brigade en 1887, général de division en juillet 1892, il est à chaque étape l'un des plus jeunes officiers généraux de sa génération.
À son retour de Russie, le général Chanzy le conserve auprès de lui à l'état-major du 6e corps. Celui-ci l'engage à prendre un régiment, dans son corps, à la fin de 1882, mais il meurt dès janvier 1883.
De 1883 à 1887, il commande le 106e régiment d'infanterie à Châlons-sur-Marne. Il rencontre dans ce poste le nouveau commandant du 6e corps, le général de Miribel, dont il devient ensuite chef d'état-major. Il le suit à Paris lorsque ce dernier est nommé en 1890 chef d'État-Major général de l'armée et il devient sous-chef d'état-major général. Sous ses ordres, il travaille à l'élaboration du plan XIII et à une alliance avec la Russie devant permettre de sortir la France de son complet isolement diplomatique.
En 1890, il est invité personnellement par le ministère du tsar Alexandre III  pour représenter la France aux grandes manœuvres impériales russes. Cette invitation avait été lancée pour faire pièce au Kaiser Guillaume II qui s'était invité après avoir renvoyé Bismarck et refusé de renouveler le traité de réassurance. C'est cette occasion qui a permis de relancer toute l'opération diplomatique souhaitée par l'état-major.
Sous le contrôle partiel du ministère des Affaires étrangères, il négocie avec le ministre russe Nicolas de Giers, et surtout avec Nicolas Obroutchev, venu passer l'été 1891 chez sa femme en France. En résulta un échange de lettres entre les deux ministres, Alexandre Ribot et Nicolas de Giers, à la fin août.
À la demande de son chef et en raison de sa position de négociateur, il est nommé conseiller d'État « en service extraordinaire de l'armée » par décret du 19 novembre 1891.
L'été suivant, il se rend à nouveau aux grandes manœuvres en Russie et, à l'issue de longues tractations supervisées par le tsar, signe avec Obroutchev le 17 août 1892 l'accord militaire secret qui donne naissance à l'alliance franco-russe. Cet accord était purement défensif, à la demande expresse des Russes.
Miribel, qui voyait en lui un successeur, voulait qu'il prenne, pendant quelques années, un commandement opérationnel. Nommé à celui de la 10e division d'infanterie le 26 août 1893, celle-ci étant envoyée en province il prend le commandement de la 9e division d'infanterie le 11 septembre, étant stationnée près de Paris. Quelques jours plus tard, il est rappelé le 28 septembre 1893 après le décès subit de Miribel comme chef d'État-Major général de l'armée.
En 1894, il est envoyé comme ambassadeur extraordinaire aux obsèques d'Alexandre III.
En 1896, il est nommé à nouveau ambassadeur extraordinaire au couronnement de Nicolas II, à l'occasion duquel il négocie le raffermissement de l'alliance (encore secrète à cette époque) et une visite d'État du couple impérial en France (octobre 1896).
C'est à son initiative que les bicyclettes sont introduites dans l'armée.
Il est l'un des acteurs de l’affaire Dreyfus, en tant que chef d'État-Major, et mis en cause dans le J'accuse…! de Zola pour avoir "étouffé les preuves certaines" de l'innocence de Dreyfus.
À la découverte du « faux Henry », il démissionne le 2 septembre 1898, en raison du scandale provoqué et se retire de la vie publique.
Seuls les officiels russes, y compris Nicolas II qui le reçoit à deux reprises lors de ses passages en France, lui conservent un rôle semi-officiel.
De son mariage en 1872 avec Marie de Lalain-Chomel sont nées quatre filles et deux garçons, Pierre Juvénal (1885-1942) et Jean (1886-1917, mort pour la France), tous deux sans descendance. De son second mariage en 1888 avec Élisabeth Chalvet, il a eu quatre filles : Madeleine (1891-1933), épouse de Victor Fernet ; Françoise (1892-1988), épouse de Jean Néraud ; Germaine (1895-1978), sans alliance ni descendance, et Lucienne (1897-1985), épouse d'Albert Jahan. Germaine a adopté en 1951, par adoption simple, deux de ses neveux, Joseph Fernet et Pierre Néraud, qui ont ainsi relevé le nom de Le Mouton de Boisdeffre.

## Distinctions et hommages
Distinctions françaises
- Grand officier de la Légion d'honneur par décret du 10 juillet 1896
  -  Commandeur de la Légion d'honneur par décret du 5 juillet 1893
  -  Officier de la Légion d'honneur par décret du 24 juin 1886
  -  Chevalier de la Légion d'honneur par décret du 2 juin 1870
- Officier d'académie en 1874
- Médaille commémorative de la guerre 1870–1871

Distinctions étrangères
- Chevalier de l'ordre de Pie IX en 1876 (Saint-Siège)
- Commandeur de l'ordre de la Couronne de chêne en 1876 (Luxembourg)
- Chevalier de l'ordre de Charles III en 1879 (Espagne)
- Ordre de Saint-Alexandre Nevski avec diamants en 1896 (Russie)
- Commandeur de l'ordre de Sainte-Anne en 1881 (Russie)
- Ordre du Nichan Iftikhar en 1874 (Tunisie)

## Au cinéma
Dans le film J'accuse (2019) de Roman Polanski, son rôle est joué par Didier Sandre.